# Fragiles-X-assoziiertes Tremor-/Ataxie-Syndrom
Das Fragiles-X-assoziierte Tremor-/Ataxiesyndrom (FXTAS) ist eine erbliche neurodegenerative Erkrankung. Sie kann Träger einer als Prämutation bezeichneten Veränderung des FMR1-Genes befallen.

## Einordnung, Häufigkeit und Risikogruppen
FXTAS ist eine relativ seltene, erstmals 2001 beschriebene Erbkrankheit. Es erkranken weit mehr Männer als Frauen. Das Lebenszeitrisiko für FXTAS liegt für Männer bei 1:3000 bis 1:6000. Das durchschnittliche Erkrankungsalter liegt bei 60 Jahren. Ungefähr 75 % der über 80-jährigen Träger der FMR1-Prämutation haben Symptome von FXTAS.

## Symptome
Die Hauptsymptome sind Ataxie, hauptsächlich in Form von Gangstörungen, Zittern bei zielgerichteten Bewegungen (Intentionstremor), Polyneuropathie und das Nachlassen der geistigen Fähigkeiten bis hin zur Demenz. Die Erkrankung kann mit einzelnen dieser Symptome beginnen. Das erschwert die Diagnosestellung.
Manche Patienten entwickeln leichte Parkinson-Symptome, Blutdruckfall beim Aufstehen (Orthostatische Hypotonie) und Störungen der Blasen- und Darmfunktion. Angst und Depressionen sind häufig.
Männer mit FXTAS haben oft Testosteron-Mangel. Bei Frauen können die Wechseljahre bereits vor dem 40. Lebensjahr beginnen. Frauen mit FXTAS leiden oft an einer Schilddrüsenunterfunktion.

## Diagnose
Nicht alle Träger der FMR1-Prämutation erkranken an FXTAS. Ein Nachweis der Prämutation reicht deshalb nicht aus, um eine FXTAS zu diagnostizieren. Zusätzlich sollten typische Symptome und typische Veränderungen in der Kernspintomografie vorliegen.

## Genetik
FXTAS ist Folge einer Veränderung des FMR1-Genes und gehört zur Gruppe der Trinukleotid-Repeat-Erkrankungen:
Das FMR1-Gen enthält beim Gesunden 5–40 Wiederholungen der aus drei Nukleotiden bestehenden Basensequenz 5'-CGG-3'. Mehr als 200 CGG-Wiederholungen führen dazu, dass das Gen seine Funktion verliert. Personen mit einer so hohen Zahl von Wiederholungen sind geistig behindert, sie leiden unter dem Fragiles-X-Syndrom.
59–200 CGG-Wiederholungen werden als Prämutation bezeichnet:
Das Erbmaterial muss für die Bildung von Ei- oder Samenzellen kopiert werden. Der Kopiervorgang für das FMR1-Gen ist bei Trägern der Prämutation dieses Gens gestört. Das führt dazu, dass sich die Anzahl der CGG-Wiederholungen bei der Keimzellbildung weiter erhöht. Die Träger der Prämutation sind zwar selbst nicht vom Fragiles-X-Syndrom betroffen, jedoch können deren Kinder erkranken.
Das von dem FMR1-Gen mit Prämutation hergestellte Protein FMRP erfüllt zwar seine Aufgabe. Jedoch hat es offenbar zusätzliche schädliche Wirkungen. Diese führen auf lange Sicht zu Nervenzellenschäden und der Erkrankung FXTAS. Träger einer hohen Zahl von CGG-Wiederholungen erkranken früher und schwerer an FXTAS.
Das FMR1-Gen liegt auf dem X-Chromosom. Frauen haben zwei X-Chromosomen. Die gesunde Genkopie auf dem zweiten X-Chromosom ist der Grund dafür, dass sowohl FXTAS als auch Fragiles-X-Syndrom bei Frauen viel seltener sind als bei Männern.

## Pathologie
Bei der Untersuchung des Gehirns unter dem Mikroskop (Histologie) findet man kleine Partikel im Zellkern (Einschlusskörperchen), die das Protein Ubiquitin enthalten. Besonders viele dieser Ubiquitin-positiven Einschlusskörperchen liegen im Hippocampus.

## Behandlung
FXTAS kann durch Behandlung weder geheilt noch aufgehalten werden. Es ist möglich, einzelne Symptome wie beispielsweise Zittern durch Arzneistoffe zu lindern.